# 王鸿年
王鴻年（1874年—1946年1月12日），字世嶼，號鲁璠，浙江永嘉（今屬溫州市）人，中國法學家、外交官，畢業於日本東京帝國大學法科大學。

## 生平
王鴻年出身官宦家庭，父親王焕熙爲清朝同治年拔貢，歷任安徽含山、蕪湖知縣，弟弟王榮年後來成爲書法家。
光緒十五年（1889年），中秀才，三年後轉廪生。光緒二十三年（1897年），王鴻年考入湖北武備學堂，次年因議論時政得罪湖廣總督張之洞，前往日本避禍。1898年9月以官費考入東京帝國大學法科。畢業後應聘辦四川將弁學堂和山東法政學堂。光緒三十二年（1906年）考取法政科舉人，以內閣中書錄用，供職學部兼京師大學堂譯館教席。三十三年（1907年）調任外務部丞參廳主事，隨考察憲政大臣赴日考察。1909年後曾任留學生考試襄校官。

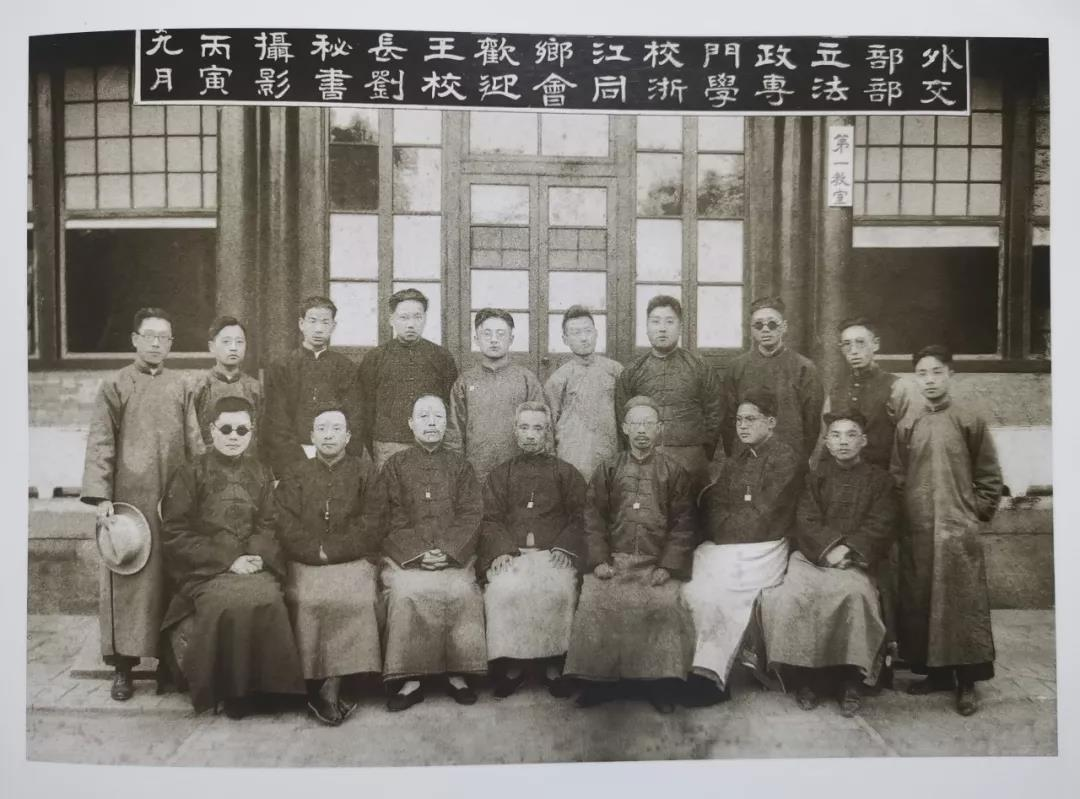
1926年外交部部立法政專門學校浙江同學會合影，前排中爲王鴻年

民國成立後，王於1912年擔任外交部僉事。1913年調充奉天營口交涉員，授予五等嘉禾章。後歷任漢口、福州、鐵嶺等地外交特派員，因都能據理力爭，使得日方讓步，晉授四等嘉禾章。1916年署理駐日公使館一等祕書，晉授三等嘉禾章，1918年，晉授二等嘉禾章。1919年出任駐朝鮮總領事。1920年代表中國政府處理中蘇邊界「廟街交涉」一案，成功平息事態後晉授二等大綬嘉禾章，升駐日公使館參事官、代理駐日全權公使。1921年11月任專門委員，赴華盛頓參加太平洋會議，爭取收回膠州灣主權，外交部授予三等文虎章。1922年出任駐蘇俄遠東共和國外交代表兼駐赤塔總領事，獲三等寶光嘉禾章。1923年任外交部參事，以全權公使記名。1926年任外交部俄文法政專門學校校長。1934年1月出任駐日本橫濱代理總領事。1935年11月任駐橫濱總領事。
民國25年（1936年），卸任回國，寓居北京。1937年七七事變爆發，王鴻年因爲路途梗阻無法回到原籍。日本人多次勸誘王鴻年出山，均遭王鴻年拒絕。1945年日本投降後，王鴻年賦詩《志捷》以慶賀。1946年1月12日，王鴻年在北平家中病逝，葬於今北京市西山福田公墓。

## 著作
- 日本陸軍軍制提要（1901年）[9][10]
- 憲法法理要義（1902年）[9]
- 國際公法總綱（1902年）[9]
- 日本語言文字指南（1902年）[9][10]
- 戰時現行國際法規（1904年）
- 國際中立法則提綱（1904年）
- 內閣制度芻議[11]
- 中國政治沿革史[4]
- 蘿東詩文集[4]
- 南華詞存[4]
- 南華詩存[4]